# Paweł Dalach
Paweł Dalach – polski saksofonista.

## Kariera muzyczna
Wywodzi się z krakowskiego środowiska muzycznego.
W 1976 roku grał w grupie Trio razem z Antonim Krupą (śpiew, gitara) i Jackiem Kochanem (perkusja). W latach 1978–1980 muzyk, działającej przy Centrum Kultury Rotunda, jazz-rockowo-funkowej formacji Piknik (laureat festiwali Jazz Juniors i Jazz nad Odrą), braci Krzysztofa i Ryszarda Olesińskich. Nagrane przez zespół w 1980 roku w PR Lublin, utwory (6 kompozycji braci Olesińskich) zostały po 45 latach odnalezione i 16 maja 2025 roku wydane na longplayu pt. Piknik.
Wówczas grał także w zespole jazzu tradycyjnego Playing Family. W latach 80. był członkiem big bandu Wiesława Pieregorólki, który wiosną 1987 roku w PR Szczecin, nagrał materiał na swój album zatytułowany Big Band, a także na trzecią płytę solową Andrzeja Zauchy pt. Andrzej Zaucha – obydwa krążki ukazały się dopiero po dwóch latach (1989). W latach 90. współpracował z Markiem Grechutą i z Grzegorzem Turnauem, a także z rhythm and bluesowym zespołem Charming Beauties w latach 1992–1997 – z którym nagrał jego debiutancki album pt. Womanizer i zarejestrował 45-minutowy program telewizyjny dla TVP 2, zatytułowany Rhythm'n'blues w Krakowie. Nagrywał też z żeńskim duetem For Dee.

## Wybrana dyskografia[11][12]
- 1989: Big band Wiesława Pieregorólki – Big Band (LP, Polskie Nagrania „Muza” – SX 2564)
- 1989: Andrzej Zaucha – Andrzej Zaucha (Polskie Nagrania „Muza” – SX 2565) (grał z big bandem Wiesława Pieregorólki)
- 1991: Marek Grechuta – Droga za widnokres (CD, Markart – CDM 002)
- 1991: Grzegorz Turnau – Naprawdę nie dzieje się nic (CD, Reynoll Music – RMCD 002)
- 1993: Grzegorz Turnau – Pod światło (CD, Kompania Muzyczna Pomaton – POM CD 036/026)
- 1993: Charming Beauties – Womanizer (CD, Dworek – DBC 01)
- 1994: Marek Grechuta – Dziesięć ważnych słów (CD, Markart – CDM 004)
- 1995: For Dee – Kobiety (CD, Zic Zac – ZIC 0044, 528 637-2)
- 1995: For Dee – Sobie sami / Uspokój mnie (SP, Zic Zac – ZIC 0044S, 852-281-2)
- 2025: Big band Wiesława Pieregorólki – Big Band (CD, Gad Records – GAD CD 325) – reedycja[6]
- 2025: Piknik – Piknik (LP, Polskie Radio Lublin – PRSX 2480)[3][13]